# Línea 13 (EMT Fuenlabrada)
La línea 13 de la EMT de Fuenlabrada une el barrio El Naranjo con la estación de Fuenlabrada Central.

## Características
Esta línea se diferencia con las demás en que solo funciona en un sentido (hacia la estación), y solo presta servicio de lunes a viernes por la mañana.
La línea no mantiene los mismos horarios todo el año, del 1 al 31 de agosto se reducen el número de expediciones, además de los días excepcionales vísperas de festivo y festivos de Navidad en los que los horarios también cambian y se reducen.
Está operada por la EMT de Fuenlabrada mediante la concesión administrativa URCM-058 - Urbano de Fuenlabrada (Urbanos Comunidad de Madrid) del Consorcio Regional de Transportes de Madrid.

## Horarios

### 1 septiembre - 31 julio
| Lunes a viernes laborables                     |                   |                   |    |
| Barrio El Naranjo > FF.CC. Fuenlabrada Central |                   |                   |    |
| 05                                             | 06                | 07                | 08 |
| 30 40 45 50                                    | 00 10 20 30 40 50 | 00 10 20 30 40 50 | 00 |

### 1 - 31 agosto
| Lunes a viernes laborables                     |                   |                   |    |
| Barrio El Naranjo > FF.CC. Fuenlabrada Central |                   |                   |    |
| 05                                             | 06                | 07                | 08 |
| 45                                             | 00 10 20 30 40 50 | 00 10 20 30 40 50 | 00 |

## Recorrido y paradas
| Código | Parada                                      | Común con     | Conexiones con Metro y Cercanías |
| ------ | ------------------------------------------- | ------------- | -------------------------------- |
| 07692  | Galicia - El Naranjo                        | 1 2 3         |                                  |
| 07695  | Galicia - Colegio                           | 1 2 3 491     |                                  |
| 07696  | Galicia - Kiosco                            | 1 2 3 491     |                                  |
| 07699  | Galicia - Centro de día                     | 1 2 491       |                                  |
| 07702  | Móstoles - Colegio                          | 1 2 491 526   |                                  |
| 07716  | Móstoles - Austria                          | 1 491 493 526 |                                  |
| 19219  | P.º Roma - Est. Fuenlabrada (solo descenso) | 6             | Fuenlabrada Central              |